# Izeaux
Izeaux is een gemeente in het Franse departement Isère (regio Auvergne-Rhône-Alpes). De plaats maakt deel uit van het arrondissement Grenoble. Izeaux telde op 1 januari 2022 2.138 inwoners. 

## Geografie
De oppervlakte van Izeaux bedroeg op 1 januari 2022 15,54 vierkante kilometer; de bevolkingsdichtheid was toen 137,6 inwoners per km².

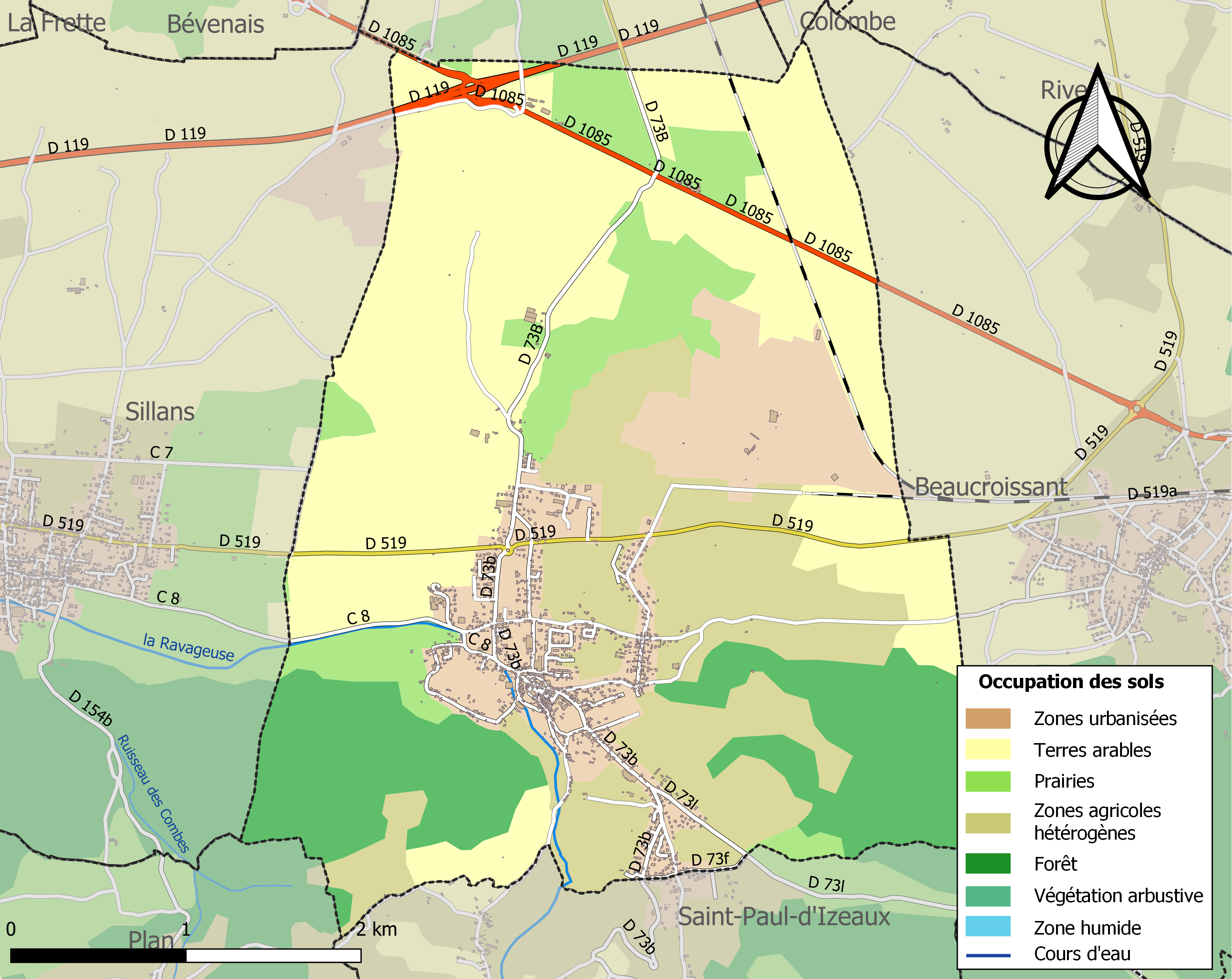
Kaart van de gemeente met de belangrijkste infrastructuur, bodemgebruik en omliggende gemeenten

## Demografie
Onderstaande figuur toont het verloop van het inwonertal (bron: INSEE-tellingen).